# Mihail Kogălniceanu (Constanța megye)
Mihail Kogălniceanu község Constanța megyében, Dobrudzsában, Romániában. A hozzá tartozó települések: Palazu Mic és Piatra.

## Fekvése
A település az ország délkeleti részén található, Konstancától mintegy huszonöt kilométerre északnyugatra.

## Története
A települést tatár telepesek alapították a 16. században, egy tatár vezér neve után Kara Murat (magyarul: Fekete Murat) néven. 1651-ben Evlija Cselebi török világutazó, történetíró említi egyik útleírásában.
A román függetlenségi háborút (1877–1878) követően került először Románia birtokába, ekkor Mihail Kogălniceanu valamint Alexandru Ioan Cuza korábbi elképzelései szerint román ajkú lakosság betelepítésével próbálták megszilárdítani az ország fennhatóságát, ezek főleg mokányok voltak, akik jellemzően birkatenyésztéssel foglalkoztak.
Ezzel nagyjából egy időben, az 1873-1883-as évek között német családok érkeztek Landau valamint a Fekete-erdő vidékéről, akiket 1940-ben erőszakkal áttelepítettek Németországba, a náci „Heim in Reich” (magyarul: Vissza a Birodalomba) mozgalom keretein belül.
A török függetlenségi háború (1919-1922) után újabb betelepülők jelentek meg, a Balkánon ekkor kialakult politikai helyzet miatt számos helyről elűzték az aromán lakosságot. A községbe Veria, Vedena, Meglenia, és Caterina településekről érkeztek, akik a német lakosság elhagyott házait vették birtokba.
1951-ben és 1952-ben állami döntés értelmében romákat telepítettek be Medgidia városából.
Az 1930-as években nevét Ferdinand I.-ra változtatták, I. Ferdinánd román király után, majd a kommunista éra kezdetén kapta mai nevét, Mihail Kogălniceanu román politikus után.
A község határában található a Mihail Kogălniceanu Nemzetközi Repülőtér. Itt 2007 óta amerikai katonai támaszpont és kiképzőbázis működik.

## Lakossága
A nemzetiségi megoszlás a következő:
| 2002      | 2002  | 2002   |
| --------- | ----- | ------ |
| Románok   | 9314  | 92,47% |
| Tatárok   | 335   | 3,32%  |
| Romák     | 269   | 2,67%  |
| Törökök   | 106   | 1,05%  |
| Németek   | 30    | 0,39%  |
| Magyarok  | 5     | 0,04%  |
| Ukránok   | 3     | 0,02%  |
| Lipovánok | 3     | 0,02%  |
| Csehek    | 3     | 0,02%  |
| Olaszok   | 1     | 0,01%  |
| Csángók   | 1     | 0,01%  |
| Görögök   | 1     | 0,01%  |
| Egyéb     | 1     | 0,01%  |
| Összesen  | 10072 | 100,0% |

## Híres emberek
- Hieronymus Menges (Mihail Kogălniceanu, 1910. május 9. – Bréma, 2002. április 20.): római katolikus pap, püspök 1951 és 1952 között.
- Stere Gulea (Mihail Kogălniceanu, 1943. augusztus 2. –): filmrendező és forgatókönyvíró.